# 祖漢·迪佐奴
祖漢·迪佐奴（法語：Johan Djourou，1987年1月8日—）是已退役的科特迪瓦出生瑞士籍的職業足球員。迪佐奴曾分別擔任防守中場，後衛及中場中的位置。

## 足球生涯

### 少年時期
迪佐奴出生於科特迪瓦的阿比讓，他的父母名叫祖占（Joachim）和安祖蓮（Angeline），都是科特迪瓦人。迪佐奴於小時被他父親的首位妻子，瑞士女子丹妮莉（Daniele）所領養。迪佐奴於17個月大時，和丹妮莉一起移民至日內瓦。他於13歲的時候進入帕雅尼訓練學校（Payerne Training Center）練球，於2002年，加盟一家乙級聯賽球會卡魯治擔任中場。幾個月後他憑獎學金入讀阿仙奴的足球學院。他於2003年8月1日正式成為阿仙奴的職業球員。他是2004年歐洲U-19足球錦標賽冠軍瑞士隊的成員。

### 球會生涯

#### 加盟阿仙奴
迪佐奴首次代表阿仙奴一隊上陣是2004年11月11日聯賽盃3:1擊敗愛華頓的賽事。他首次於英超聯賽上陣是2006年1月11日以7:0大勝米杜士堡的一場，他夥拍辛德路斯擔任中堅。
迪佐奴於足總盃第四圈以0:1落敗保頓的一場，臨時擔任後防位置，而他亦有於第三圈擊敗卡迪夫城一仗中上陣。
於2006年2月，迪佐奴於聯賽對韋斯咸、伯明翰和曼城中都有上陣。於2006年4月，他在球隊以5:0大勝阿士東維拉一場中，後備入替受傷的伊保爾。他於4月對樸茨茅夫的聯賽中正選上陣，而前阿仙奴中堅蘇甘保於該場首次倒戈。
在該球季中，部份意大利球會（例如祖雲達斯），在迪佐奴於預備組的賽事有出色的表現後看中他，而他和阿仙奴的合約至2007年才完結，但他代表瑞士參加世界盃後，最終決定留隊並簽下6年合約。
迪佐奴代表球會於2007年的季前熱身賽酋長盃中上陣，分別擊敗國際米蘭和巴黎聖日耳門，奪得冠軍。於2007年8月10日，他以借用形式加盟伯明翰，為期五個月。他於兩日後便為伯明翰首次上陣，季前熱身賽對聯賽、足總盃雙料冠軍車路士，但球隊爆冷以3:2擊敗車路士，迪佐奴在球門白線前阻截林柏特的必入球成為致勝因素之一。

#### 外借至伯明翰
迪佐奴繼續於伯明翰上陣，直至2007年12月22日借用期滿，最後一場為伯明翰上陣的賽事對保頓，他因扔界外球時失誤而讓對方前鋒安歷卡有機可乘，結果大敗0:3。
雖然伯明翰的領隊麥利殊游說迪佐奴，希望他繼續留隊，但他最終決定返回阿仙奴，以替補參賽非洲國家盃的高路托尼和桑治。 

#### 重返阿仙奴
於2008年5月，迪佐奴和法比加斯合組中場線，暫替離隊至AC米蘭的法米尼。他有1.92米身高，可在中場提供硬朗的攔截，自從2005年韋拉離隊，這一直是阿仙奴的弱點之一。

#### 外借至汉诺威96
2013年1月5日，阿仙奴宣佈迪佐奴會外借德甲球隊汉诺威96至2012/13年度德甲球季結束。

### 國際賽生涯
2006年3月1日，迪佐奴首次代表瑞士國家隊上陣，對蘇格蘭， 後補入替與球會隊友辛德路斯搭擋。儘管沒有於外圍賽中上陣過一場比賽，他仍被召入2006年世界盃瑞士的國家隊名單。雖然他只是在辛德路斯和里昂的帕特里克·梅拿之後的第三選擇，但他於16強對烏克蘭一仗正選上陣，卻因受傷而於上半場被提早換出。在該年之後，他雖為瑞士U-21國家隊上陣兩場歐洲U-21國家盃外圍賽，但卻沒有入選之後的決賽中瑞士的大軍之內。

## 榮譽
於2006年12月16日，迪佐奴獲選瑞士電視台舉辨的「瑞士體育獎」的新人獎。

## 球會統計數字
(截至2013年1月6日)
| 球會     | 球季    | 聯賽 | 聯賽 | 聯賽 | 盃賽* | 盃賽* | 歐洲賽 | 歐洲賽 | 合計 | 合計 |
| 球會     | 球季    | 上陣 | 入球 | 助攻 | 上陣  | 入球  | 上陣   | 入球   | 上陣 | 入球 |
| -------- | ------- | ---- | ---- | ---- | ----- | ----- | ------ | ------ | ---- | ---- |
| 阿仙奴   | 2004-05 | 0    | 0    | 0    | 3     | 0     | 0      | 0      | 3    | 0    |
| 阿仙奴   | 2005-06 | 7    | 0    | 0    | 5     | 0     | 0      | 0      | 12   | 0    |
| 阿仙奴   | 2006-07 | 21   | 0    | 0    | 4     | 0     | 5      | 0      | 30   | 0    |
| 伯明翰   | 2007-08 | 13   | 0    | 0    | 0     | 0     | 0      | 0      | 13   | 0    |
| 阿仙奴   | 2007-08 | 2    | 0    | 0    | 1     | 0     | 0      | 0      | 3    | 0    |
| 阿仙奴   | 2009-10 | 1    | 0    | 0    | 0     | 0     | 0      | 0      | 1    | 0    |
| 阿仙奴   | 2010-11 | 22   | 1    | 0    | 9     | 0     | 6      | 0      | 37   | 1    |
| 阿仙奴   | 2011-12 | 18   | 0    | 0    | 3     | 0     | 6      | 0      | 27   | 0    |
| 阿仙奴   | 2012-13 | 0    | 0    | 0    | 2     | 0     | 0      | 0      | 2    | 0    |
| 汉诺威96 | 2012-13 | 0    | 0    | 0    | 0     | 0     | 0      | 0      | 0    | 0    |
| 總計     | 總計    | 84   | 1    | 0    | 27    | 0     | 17     | 0      | 128  | 1    |

(* 包括足總盃, 聯賽盃，英格蘭社區盾)及當地本土盃賽

## 外部連結
- The Premiership Interview: Teenager going places fast at sport.independent.co.uk
- Profile （页面存档备份，存于） at arsenal.com
- Profile （页面存档备份，存于） at bcfc.com
- 足球数据库：祖漢·迪佐奴的球员统计数据
- Profile at 4thegame.com
- Profile at premierleague.com